# Alitagtag
Alitagtag ist eine philippinische Stadtgemeinde in der Provinz Batangas. Sie hat 25.300 Einwohner (Zensus 1. August 2015).

## Baranggays
Alitagtag ist administrativ in 19 Baranggays unterteilt:
| - Balagbag - Concepcion - Concordia - Dalipit East - Dalipit West - Dominador East - Dominador West - Munlawin Sur - Munlawin Norte - Muzon Primero | - Muzon Segundo - Pinagkurusan - Ping-As - Poblacion East - Poblacion West - San Jose - Santa Cruz - Tadlac - San Juan |